# Nacjonalizm serbski
Serbski nacjonalizm powstał pod wpływem serbskich językoznawców: Vuka Karadžicia i Iliji Garašanina. Historycznie odegrał on ważną rolę podczas wojen bałkańskich będących przyczyną upadku Imperium Osmańskiego, w czasie I wojny światowej, a także podczas rozpadu Jugosławii w latach 90.
Serbscy nacjonaliści na przełomie XIX i XX wieku podczas prób rozbicia Jugosławii popierali ideę scentralizowanego państwa jugosłowiańskiego, które było wówczas gwarancją jedności Serbów. Przyjęta w 1920 roku konstytucja Jugosławii utrwaliła jej status jako scentralizowanego państwa, w którym władzę dzierżyła serbska dynastia Karadziordziewiciów. Inni w Jugosławii opowiadali się przeciwko scentralizowanemu państwu i domagali się decentralizacji – w tym chorwaccy nacjonaliści, którzy domagali się autonomicznej Chorwacji w ramach Jugosławii, co zostało przyjęte przez jugosłowiański rząd w wyniku porozumienia Cvetković-Maček Umowy z 1939 roku. Serbscy nacjonaliści sprzeciwiali się temu porozumieniu jako godzącemu w serbską społeczność oraz tożsamość. Zajęcie i podział Jugosławii podczas II wojny światowej skutkowało brutalnym konfliktem etnicznym między nacjonalistycznymi Serbami, Chorwatami, Boszniakami i innymi narodami, co doprowadziło do powstania sekciarskiego odłamu serbskiego nacjonalizmu, skupionego wokół ruchu czetników.
Decentralizacja Socjalistycznej Federacyjnej Republiki Jugosławii w latach 60. i stłumione nastroje socjalistyczne doprowadziły do odrodzenia serbskiego nacjonalizmu w 1980 roku, który odrzucał powojenną koncepcję jugoslawizmu wraz z decentralizacją Jugosławii. Po rozpadzie Jugosławii w 1990 roku na wiele republik, Serbscy nacjonaliści domagali się dla Serbów we wszystkich jugosłowiańskich republikach prawa do zjednoczenia w jedno państwo, co doprowadziło do międzynarodowego konfliktu pomiędzy Serbami a innymi jugosłowiańskimi narodami, dążącymi do niepodległości.

## Historia

### XIX wiek

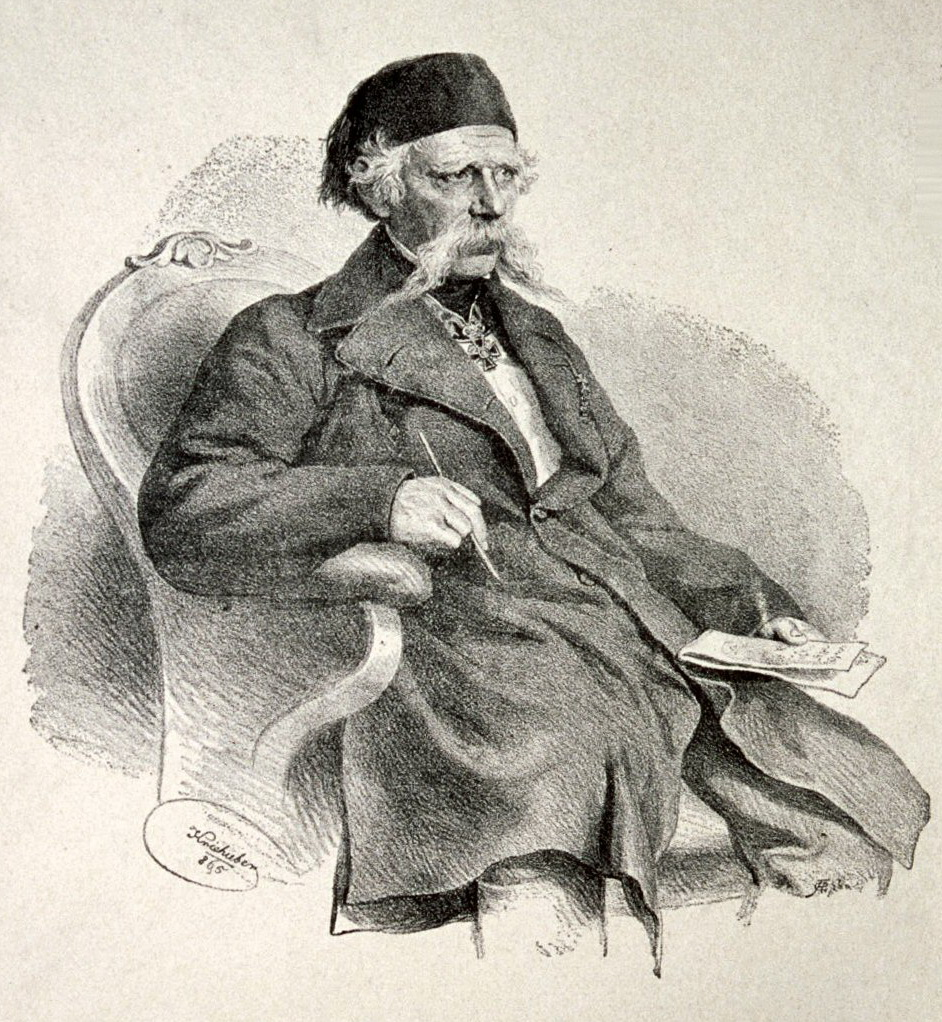
Portret Vuka Karadžicia, założyciela serbskiego nacjonalizmu

Początki serbskiego nacjonalizmu sięgają początku XIX wieku z powstaniem Serbów przeciwko panowaniu tureckiemu w 1804 roku, co w końcu doprowadziło do powstania niepodległego państwa serbskiego w 1878 roku. Sami serbscy nacjonaliści w poszukiwaniach źródeł swojego ruchu wskazują jako początek Bitwę na Kosowym Polu w Dzień Świętego Wita z 1389 roku, która miała miejsce między Serbią a Imperium Osmańskim, mającej zasadnicze znaczenie symboliczne dla serbskich nacjonalistów. Za ojca serbskiego nacjonalizmu powszechnie uznaje się jednak językoznawcę Vuka Karadžica. Karadžić stworzył definicję Serbów opartą na języku. Obejmowała ona wszystkich mówiących dialektem sztokawskim, niezależnie od ich wyznania lub rozmieszczenia geograficznego. Jednocześnie Karadžić przyjął, że niektórzy z mówiących owym dialektem mogą identyfikować się inaczej niż jako Serbowie. Innym orędownikiem wczesnego serbskiego nacjonalizmu był Ilija Garašanin, głoszący ideę Wielkiej Serbii – serbskiego państwa obejmującego swoimi granicami wszystkich Serbów w regionie Bałkan.
Po tym, jak Serbia została uznana za niepodległe państwo w 1878 roku, część Słowian Południowych wraz serbskim rządem uznało okres pod rządami Habsburgów w Austro-Węgrzech za okupację, w wyniku czego od późnych lat XIX wieku do początków XX stale zwiększała się niechęć pomiędzy Serbią a Austro-Węgrami.

### I wojna światowa
W 1914 r. austriacki arcyksiążę Franciszek Ferdynand został zamordowany przez bośniacko-serbskiego rewolucjonistę Gavrilo Principa, w wyniku czego Austro-Węgry zarzuciły Serbii organizację zamachu, a następnie wypowiedziały jej wojnę, co poskutkowało zawiązaniem się sojuszy i wybuchem I wojny światowej. Pomimo ciężkich strat, Serbia zyskała dzięki swym sojusznikom na wygranej nad Niemcami i Austro-Węgrami, łącząc w 1918 roku terytoria przejęte przez jugosłowiańskich nacjonalistów i tworząc Królestwo Serbów, Chorwatów i Słoweńców, nieoficjalnie znane jako Królestwo Jugosławii. Serbscy nacjonaliści głosili centralistyczną wizję Jugosławii w przeciwieństwie do konfederacyjnej lub federacyjnej, promowanej przez nie-Serbów. Konflikt między scentralizowaną Jugosławią serbskich nacjonalistów i zdecentralizowaną Jugosławią nacjonalistów chorwackich i słoweńskich był główną przyczyną niestabilnych rządów w Jugosławii w okresie międzywojennym.

### Współczesność
Współcześnie w Serbii działa Serbska Partia Radykalna, kierowana przez Vojislava Šešelja. W 2016 roku zdobyła ona 22 mandaty w serbskim parlamencie.
W Serbii każdego roku na Ravnej Gorze odbywa się zlot czetników oraz ich sympatyków, którzy świętują zwycięstwo nad hitlerowskimi Niemcami.